# Adut Akech
Adut Akech Bior (25 de diciembre de 1999) es una supermodelo sursudanesa-australiana. Akech hizo su debut en la pasarela como exclusiva de Yves Saint Laurent en primavera/verano 2017 y realizó 18 desfiles en primavera/verano 2018.

## Primeros años
Akech nació en Sudán del Sur y creció en Kakuma, Kenia. Tenía siete años cuando se fue de Kenia junto a su madre a Adelaida, Australia como refugiados. Akech tiene 5 hermanos. Akech es conocida en Adelaida como "Mary", ya que sus profesores australianos no eran capaces de pronunciar su nombre.

## Carrera
Akech fue descubierta varias veces por agencias de modelaje a los 13 y 14 años, pero no empezó a modelar hasta los 16, firmando con la agencia Chadwick Models, en Sídney, Australia. Dentro de la industria de la moda, prefiere su nombre de nacimiento, Adut.
Su debut en la pasarela fue en un evento local, organizado por su tía. Fue contratada por Yves Saint Laurent para el desfile de primavera/verano 2017 y firmando con Elite Model Management en París. Desde entonces, Akech ha hecho 4 campañas y cerrado 2 eventos para Yves Saint Laurent, 1 campaña y 2 eventos para Valentino, una campaña para Zara, y una campaña para Moschino, como también ha desfilado para Chanel, Alexander McQueen, Givenchy, Kenzo, Michael Kors, Prada, Marc Jacobs, Ralph Lauren, Christian Dior, S. A., Lanvin, LOEWE, Miu Miu, Acne Studios, Tom Ford, Tory Burch, Jason Wu, Bottega Veneta, Anna Sui, Calvin Klein, JW Anderson, Simone Rocha, Burberry, Off-white, Ellery, Giambattista Valli, Proenza Schouler y Versace. 
Ha hecho editoriales para American Vogue, Vogue Reino Unido, Vogue Italia, Vogue Paris, I-D Magazine, Le Monde M Magazine, Modern Matter, Numéro, The Gentlewoman, WSJ., T Magazine y Vogue Australia. Akech ha hecho portadas de I-D Magazine, 10 Magazine Australia, Elle Croatia, L'Officiel Singapore y Le Monde M Magazine. Figuró en el calendario Pirelli 2018, fotografiada por Tim Walker, junto a Sasha Lane, Lil Yachty, Sean Combs, Whoopi Goldberg, RuPaul, Adwoa Aboah, Naomi Campbell y Slick Woods.
Akech está posicionada en la Hot List en models.com.